# Lingüística en el Libro de Mormón

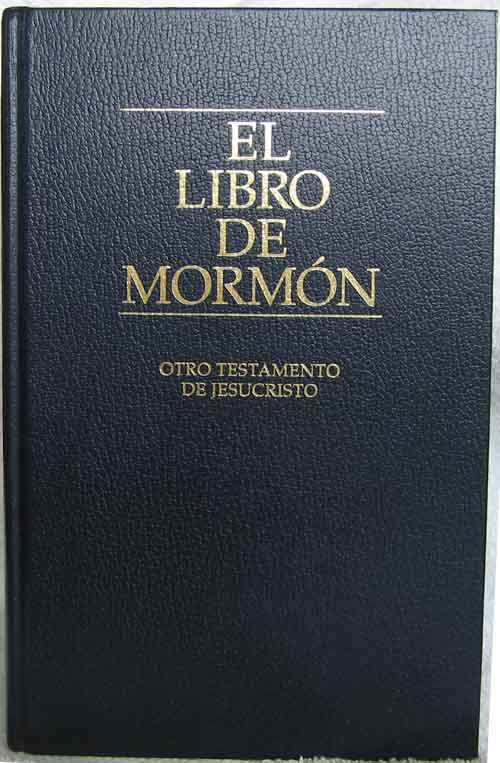
El Libro de Mormón, escritura sagrada del mormonismo

El Libro de Mormón es, según la mayoría de los seguidores del Movimiento de los Santos de los Últimos Días, una traducción del siglo XIX de un registro de antiguos habitantes del continente americano, que supuestamente se escribió en un idioma al que el propio libro se refiere como «egipcio reformado». Esta afirmación, así como todas las afirmaciones de autenticidad histórica del Libro de Mormón, son rechazadas por los historiadores y científicos que no profesan el mormonismo. Las afirmaciones basadas en la lingüística son frecuentemente citadas y discutidas en el contexto del tema del Libro de Mormón, tanto a favor como en contra de los orígenes reclamados del libro.
Tanto los críticos como los seguidores del Libro de Mormón han usado métodos lingüísticos para analizar el texto. Los seguidores han publicado afirmaciones de formas estilísticas 
que es poco probable que Joseph Smith y sus contemporáneos hayan conocido, así como similitudes con el egipcio y el hebreo. Los críticos del Libro de Mormón afirman que hay pasajes en donde el lenguaje es anacrónico y sugiere un origen del siglo XIX consistente con la educación y la experiencia de la vida de Smith, así como los libros y otra literatura publicada justo antes de la época en que el Libro de Mormón fue publicado.
Un problema con las revisiones lingüísticas del Libro de Mormón es que el texto original reclamado no está disponible para su estudio o nunca existió. Smith afirma que le devolvió las planchas de oro a un ángel una vez terminada la traducción.

## Desarrollo del lenguaje nativo americano
En 1922, la autoridad general de La Iglesia de Jesucristo de los Santos de los Últimos Días B. H. Roberts realizó una revisión en profundidad de la investigación sobre el desarrollo del lenguaje y los dialectos entre los pueblos nativos americanos; el estudio de Roberts, que se publicó póstumamente en 1985 como Studies of the Book of Mormon (Estudios del Libro de Mormón).
Bajo el supuesto de que la mayoría de los nativos americanos descienden de los pueblos descritos en el Libro de Mormón, Roberts señaló que la evidencia lingüística entre los pueblos nativos americanos no parece apoyar la narrativa del Libro de Mormón, en la medida en que los diversos idiomas y dialectos que existir no habría tenido suficiente tiempo para desarrollarse a partir de un solo idioma que data del año 400 d. C. (la fecha aproximada de la conclusión del registro del Libro de Mormón). Roberts señaló:

Los hechos ... desarrollados hasta este punto parecen ser:

1. Que hay una gran cantidad de existencias lingüísticas separadas en Estados Unidos que muestran muy poca relación entre sí.
2. Que llevaría mucho tiempo, mucho más tiempo que el reconocido como «tiempos históricos», desarrollar estos dialectos y existencias donde el desarrollo se concibe como el resultado de una fuente de origen común: un lenguaje primitivo.
3. Que no hay conexión entre los idiomas estadounidenses y el idioma de ninguna persona del Viejo Mundo. Los idiomas del Nuevo Mundo parecen ser indígenas del Nuevo Mundo.
4. Que los límites de tiempo nombrados en el Libro de Mormón, que representa a la gente de América hablando y escribiendo un idioma hasta un período tan tardío como 400 d.C., no es suficiente para permitir estas divergencias en las existencias de idiomas estadounidenses y sus dialectos.

Los apologistas de FARMS han publicado estudios que afirman que la evidencia lingüística citada por Roberts no necesariamente contradice la narrativa del Libro de Mormón. Específicamente, si uno se adhiere al modelo de limitación geográfica, entonces es posible que muchos de los pueblos del Libro de Mormón no sean los antepasados principales de los nativos americanos.

## Anacronismos lingüísticos
Los críticos del Libro de Mormón han afirmado que existe una gran variedad de anacronismos lingüísticos que ponen en duda su autenticidad histórica. Los anacronismos lingüísticos son palabras que representan conceptos que no se cree que hayan existido en América entre los años 2500 a. C. y 400 d. C., es decir, en el período de la historia que se supone abarca el relato del Libro de Mormón. Los apologistas mormones discuten estas afirmaciones, y algunos argumentan que durante la traducción de las planchas de oro Smith pudo haber elegido palabras que sabía que tenían un significado más cercano al concepto original escrito en las planchas (es decir, el «anacronismo de un traductor»).

### «Cristo» y «Mesías»
Las palabras «Cristo» y «Mesías» se usan varios cientos de veces en todo el Libro de Mormón. La primera instancia de la palabra «Cristo» data de entre 559 a. C. y 545 a. C. La primera instancia de la palabra «Mesías» data de aproximadamente 600 a. C.
«Cristo» es la transcripción inglesa de la palabra griega Χριστός (transcrita como Christós); es relativamente sinónimo de la palabra hebrea משיח, pronunciada [maˈʃi.aχ] y es traducido como 'Mesías'. «Ambas palabras tienen el significado de 'ungido', y se usan en la Biblia para referirse a 'El Ungido'.» En las traducciones griegas del Antiguo Testamento (incluyendo la Septuaginta), la palabra «Cristo» se usa para el «Mesías» hebreo, y en las traducciones hebreas del Nuevo Testamento, la palabra «Mesías» se usa para el «Cristo» griego. Cualquier pasaje en la Biblia que use la palabra «Cristo» puede sustituir la palabra «Mesías» o «el Mesías» sin cambiar su significado (por ejemplo, Mateo 1:1, 16, 18).
El Libro de Mormón usa ambos términos en todo el libro. En la gran mayoría de los casos, utiliza los términos de manera idéntica a la Biblia, donde no importa qué palabra se use:

Y ahora, hijos míos, recuerden, recuerden que es sobre la roca de nuestro Redentor, que es Cristo, el Hijo de Dios, que deben edificar su fundamento.
Libro de Mormón,
 Helamán 5:12

Y después de haber bautizado al Mesías con agua, debería contemplar y dar testimonio de que había bautizado al Cordero de Dios, que debería quitar los pecados del mundo.
Libro de Mormón,
 1 Nefi 10:10

Richard Packham argumenta que la palabra griega «Cristo» en el Libro de Mormón desafía la autenticidad de la obra ya que Smith declaró claramente que «no había griego ni latín sobre las planchas de las cuales yo, por la gracia del Señor, tradujo el Libro de Mormón».
Los apologistas señalan que la palabra «Cristo» es un equivalente traslacional al término «Mesías», argumentando que «no es más anacrónico para los pueblos del Libro de Mormón de la era precristiana creer en un Mesías/Cristo venidero que para los profetas en el Antiguo Testamento creer en un Mesías/Cristo venidero».

### «Iglesia» y «sinagoga»
La palabra «iglesia» aparece por primera vez en 1 Nefi 4:26, donde un profeta llamado Nefi se disfraza de Labán, un hombre prominente en Jerusalén a quien Nefi había matado:

Y él [el siervo de Labán], suponiendo que yo hablara de los hermanos de la iglesia, y que realmente era ese Labán a quien había matado, por lo que me siguió.
Libro de Mormón,
1 Nefi 4:26

Según el Libro de Mormón, este intercambio ocurrió en Jerusalén, alrededor del año 600 a. C. El significado de la palabra «iglesia» en el Libro de Mormón es más comparable al uso en la Biblia que el inglés moderno. El concepto de iglesia como «una convocatoria de creyentes», existía en Israel antes del cristianismo. Por ejemplo, en Salmos 89:5 se habla de alabar al Señor «en la congregación de los santos»; la Septuaginta contiene la palabra griega ecclesia para 'congregación', que también se traduce como 'iglesia' en el Nuevo Testamento.
Una pregunta similar se refiere a la palabra «sinagoga», que se encuentra en Alma 16:13:

Y Alma y Amulek salieron a predicar el arrepentimiento a la gente en sus templos y en sus santuarios, y también en sus sinagogas, que fueron construidas a la manera de los judíos.
Libro de Mormón,
Alma 16:13

Críticos del Libro de Mormón observan que las sinagogas no existían en su forma moderna antes de la destrucción del templo y el cautiverio babilónico. La sinagoga más antigua que se conoce se encuentra en Delos, Grecia, y data del 150 a. C. El apologista mormón William J. Adams cita al arqueólogo Lee I. Levine al sugerir que las sinagogas existían antes del cautiverio babilónico, aunque de una forma diferente.

### Otros anacronismos
Los críticos Jerald y Sandra Tanner, y Marvin W. Cowan sostienen que ciertas propiedades lingüísticas muestran posibles anacronismos en el texto que cuestionan su afirmación como documento histórico. Estos críticos citan anacronismos lingüísticos como:
- El nombre americanizado «Sam»[27]
- La palabra francesa «adieu» ('adiós')[28]
- Copias exactas de muchos versículos de la versión de la Biblia del Rey Jacobo, que no se publicó hasta 1611

Gee, Roper y Tvedtnes informan que el nombre «Sam» se encuentra en un sello montado en anillo de bronce fechado en el siglo VII a. C. También señalan que el nombre «Samuel» en hebreo es una combinación de dos palabras: Shem y El. Al principio del hebreo, se usaba la misma letra para «s» y «sh» y no se especificaban las vocales. Jueces 12:6 demuestra que la tribu de José pronunció la letra con la que Shem comenzó como «s». El Libro de Mormón declara que Lehi era descendiente de José.
Los apologistas sostienen que el anacronismo de la palabra francesa «adieu» y otros, puede haber sido el resultado de que Smith eligió la mejor palabra disponible para transmitir el significado del texto original.
Craig L. Blomberg ha señalado varios versículos en el Libro de Mormón aparentemente similares a los versículos bíblicos en la Biblia del Rey Jacobo. Según Blomberg, 2 Nefi 31:13 incluye referencias abiertas a Hechos 2:38, Mateo 3:11, 1 Corintios 13:2, y probablemente fueron escritos con su influencia directa en mente. Además, Blomberg afirma que 2 Nefi 31:21 contiene alusiones a Hechos 4:12. Blomberg resume su posición general sobre los anacronismos del Libro de Mormón de la siguiente manera: «De hecho, todo el Libro de Mormón abunda en referencias explícitas a Cristo, a su vida y ministerio y a las tres personas de la Divinidad mucho antes de los tiempos del Nuevo Testamento... incluso aunque ninguno de estos conceptos o términos aparece en estas formas en el Antiguo Testamento o en cualquier otra literatura judía antigua».

## Quiasmos
El quiasmo es una forma de paralelismo retórico en el que las ideas clave familiares para el lector se invierten, generalmente para algún tipo de énfasis. El quiasmo aparece en muchos idiomas, incluyendo inglés, ugarítico, hebreo bíblico, arameo, griego, y latín. Se encuentra en la Biblia y otra poesía antigua del Medio Oriente.

### Quiasmos en el Libro de Mormón
Se pueden encontrar ejemplos de quiasmos en el Libro de Mormón. Algunos han argumentado que el quiasmo es evidencia de la autenticidad histórica del texto, lo que sugiere que refleja el trasfondo semítico de Nefi y otros autores del Libro de Mormón. Afirman que tales hallazgos respaldan afirmaciones de orígenes hebreos en el texto sobre la base de que el quiasmo a menudo se encuentra en textos hebreos como la Biblia.
En 1969, John W. Welch descubrió una variedad de casos de quiasmo en el Libro de Mormón y, junto con su descubrimiento, llamó la atención sobre el fenómeno. El ejemplo de quiasmo más comúnmente citado en el Libro de Mormón es la experiencia religiosa del profeta Alma, como se registra en Alma 36. Welch afirma que es poco probable, aunque no imposible, que Smith supiera sobre el quiasmo en el momento de la publicación del Libro de Mormón, lo que implica que el quiasmo solo podría estar presente en el texto si de hecho el texto es una traducción y no una fabricación.
Otros argumentan que el quiasmo no es necesariamente evidencia de origen hebreo.
Aún otros no están de acuerdo en la medida en que se produce el quiasmo en el texto. Con respecto al quiasmo del capítulo 36 de Alma, un crítico alega que Welch «creó un quiasmo seleccionando elementos del lenguaje repetitivo, etiquetando creativamente los elementos, ignorando el texto, emparejando elementos desequilibrados e incluso incluyendo elementos asimétricos».
El propio Welch ofrece la siguiente advertencia con respecto a la tendencia de los lectores entusiastas de ver el quiasmo donde no está realmente presente:

Algunas personas, por supuesto, se han pasado de la raya con esta búsqueda, y se debe tener precaución; de lo contrario, es posible encontrar el quiasmo en la guía telefónica, y el esfuerzo no tiene sentido... Sin embargo, hay que tener cuidado en esta búsqueda para evitar los problemas del «síndrome del martillo»: para la persona que sostiene un martillo, todo parece un clavo. Para la persona que solo conoce el quiasmo y ninguna otra forma de composición literaria, todo puede comenzar a parecer un quiasmo.
Welch, 1997, pp. 200, 202

Hugh W. Pinnock, una autoridad general de la IJSUD, declaró:

Debido a que el estudio de las formas de escritura hebrea en el Libro de Mormón puede fortalecer el testimonio y ser bastante emocionante, varios investigadores y laicos se han vuelto demasiado entusiastas, en detrimento del tema y la integridad de sus estudios.

Los críticos argumentan que no existe una correlación entre la aparición del quiasmo y la autenticidad del Libro de Mormón porque, entre otras cosas, el quiasmo aparece en muchos idiomas, incluida la literatura inglesa de los siglos XVIII y XIX.

### Quiasmos en otras escrituras SUD
Algunos escritos en forma de quiasmo también se pueden encontrar en Doctrina y Convenios y en Perla de gran precio, otras dos obras de escritura sagrada en el canon SUD que fueron dictadas por Smith. Los críticos creen que esto respalda su afirmación de que Smith sabía sobre el quiasmo, y que puede haber sido una característica de su estilo de escritura personal.
Los apologistas argumentan que estos ejemplos deberían considerarse un tipo de repetición esporádica en lugar del quiasmo completo que se afirma que se encuentra en Alma 36. Charles G. Kroupa y Richard C. Shipp son notables por publicar argumentos para el quiasmo en Doctrina y Convenios en 1972. En 1975, Shipp también produjo una tesis de maestría titulada «Patrones conceptuales de la repetición en Doctrina y convenios y sus implicaciones» que afirman que los escritos encontrados en Doctrina y convenios tenían patrones literarios similares al quiasmo. En 2004, un estudio fue publicado por investigadores SUD que utilizaba análisis estadísticos para determinar la probabilidad de que una estructura quiástica en los trabajos SUD apareciera por casualidad en lugar de ser creada deliberadamente. Se usaron fórmulas matemáticas para calcular un conjunto de probabilidades que proporcionaban la capacidad de distinguir entre estructuras quiásticas fuertes y débiles. Los autores concluyeron:

Con base en estas estimaciones, concluimos que la probabilidad de que la estructura quiástica apareció por diseño en el Pentateuco y en el Libro de Mormón es alta. Nuestras estimaciones no respaldan tal conclusión para Doctrina y Convenios [o] el Libro de Abraham ... indicando en cambio que los quiasmas podrían haber aparecido en estas obras por casualidad.

### Otras obras que contienen quiasmos
También se han encontrado patrones de quiasmos en el Libro de la Ley del Señor, una supuesta traducción de un texto antiguo de James J. Strang. Este libro no es considerado auténtico por la mayoría de los Santos de los Últimos Días.
Los críticos señalan que la presencia de quiasmos en la escritura de Strang, así como en la literatura de otras culturas, implica que la fuente podría ser no hebrea. Además, afirman que el examen de un texto posterior a la traducción podría dificultar la identificación del quiasmo en el idioma original, y que la presencia del quiasmo no es necesariamente indicativa de orígenes antiguos.

## Estilometría

### Análisis estadístico
La estilometría es un método de análisis estadístico utilizado para determinar la autoría de varios textos. Se ha utilizado para analizar obras en disputa de Shakespeare, contrastar libros de la Biblia, identificar a los autores de doce documentos federalistas en disputa y comparar estilos de varios autores como Jane Austen. En 1980, los investigadores de la Universidad Brigham Young utilizaron técnicas estilométricas que llamaron «análisis de huellas de palabras» para examinar a los posibles autores del Libro de Mormón. Llegaron a la conclusión de que ninguna de las selecciones del Libro de Mormón que estudiaron se parecía a los escritos de ninguno de los autores sugeridos del siglo XIX, incluido Joseph Smith.
Jerald y Sandra Tanner cuestionaron estos hallazgos en varios puntos, sobre todo cuestionando la confiabilidad de las fuentes de datos utilizadas y la metodología del «análisis de huellas de palabras». Además, D. James Croft escribió en Sunstone que había varios defectos en la metodología que eran vulnerables a las críticas.
Un enfoque más sofisticado fue tomada por el investigador mormón John Hilton y sus colegas no mormones en Berkeley, que «pasó a grandes esfuerzos para inmunizar a la metodología de la crítica» mediante el uso de pruebas de control.
El grupo Berkeley utilizó por primera vez una variedad de pruebas de control con autores no disputados (por ejemplo, trabajos de Mark Twain y trabajos traducidos del alemán) en un esfuerzo por:
1. Demostrar la persistencia de las huellas de palabras a pesar del esfuerzo de un autor para escribir como un «personaje» diferente, y
2. Demostrar que las impresiones de palabras no fueron borradas por la traducción (por ejemplo, dos autores diferentes representados por el mismo traductor aún tendrían diferentes impresiones de palabras).

Hilton concluyó que, si la impresión de palabras es una técnica válida, este análisis sugiere que es «estadísticamente indefendible» afirmar que Smith, Oliver Cowdery o Solomon Spalding escribieron las treinta mil palabras en el Libro de Mormón atribuidas a Nefi y Alma.
Un reconocido erudito mormón, John A. Tvedtnes, ha rechazado el uso de evidencia de huellas de palabras como base para un testimonio de la validez del Libro de Mormón, aunque no descartó su posible utilidad como herramienta científica para investigar los orígenes del libro. Tras la revisión del estudio de Berkeley, otro académico, Kevin L. Barney, no está convencido de la validez del análisis de huellas de palabras:

Siempre he sentido que los supuestos básicos que subyacen a los estudios de huellas de palabras del Libro de Mormón son erróneos. Estoy de acuerdo con la evaluación de John Tvedtnes, quien señala que (1) una traducción al inglés debe reflejar el idioma del traductor en lugar del autor original, y (2) las partículas utilizadas en los estudios de impresión de palabras (como of) a menudo no existen en hebreo, que tiende a usar la sintaxis para expresar el significado de las partículas en inglés.

Sin embargo, en el mismo artículo, Barney confesó: «Francamente, no entiendo las estadísticas lo suficientemente bien como para ofrecer una crítica útil de los estudios».
En un estudio revisado por pares usando un método de autoría tradicional y una nueva técnica de clasificación de patrones, varios investigadores de la Universidad de Stanford concluyeron que Sidney Rigdon, Solomon Spalding y Oliver Cowdery tenían más probabilidades de haber escrito el libro de un grupo de autores que También incluyó a Parley P. Pratt y dos autores de control estadístico (Henry Wadsworth Longfellow y Joel Barlow). Smith no se incluyó en el grupo de autores porque un conjunto de obras originales escritas solo por Smith no pudieron identificarse con confianza. Sin embargo, este estudio solo examinó la probabilidad relativa de que los cinco autores mencionados anteriormente escribieran el Libro de Mormón, no la posibilidad de un autor o autores fuera del grupo de cinco personas. Se publicó otro estudio en la misma revista que criticaba la metodología utilizada en el estudio anterior y, utilizando los escritos personales de Smith escritos con su propia letra, concluyó que la evidencia estilométrica no respalda ni a Smith ni a la autoría de Spalding-Rigdon.

### Paralelismos
El investigador no mormón Thomas Donofrio ha encontrado cientos de paralelismos entre redacciones peculiares en el Libro de Mormón y los escritos de figuras históricas y religiosas bien conocidas de los siglos XVIII y XIX. A diferencia de los estudios anteriores, la investigación de Donofrio no ha sido revisada por pares. Los encuestados de este estudio señalan que el uso de paralelos para probar la derivación puede usarse para extremos ilógicos.
Los Santos de los Últimos Días afirman que el Libro de Mormón es una traducción, no escrita originalmente por Smith, pero traducida al idioma con el que estaba familiarizado. Si bien los estudios de impresión de palabras pueden ser convincentes, los apologistas argumentan que la inclusión de la fraseología moderna no debería sorprender a nadie. La palabra «libro», por ejemplo, no fue utilizada por los antiguos hebreos. Sin embargo, tanto en la Biblia del Rey Jacobo como en el Libro de Mormón, la palabra aparece anacrónicamente. Los apologistas mormones también señalan que esto bien podría ser el resultado lógico de un trabajo antiguo traducido por un hombre moderno usando la redacción más adecuada para transmitir las ideas a un lector moderno.

## Nombres propios

### Nombres hebreos
Los apologistas señalan que muchos de los nombres propios en el Libro de Mormón son nombres hebreos que se encuentran en la Biblia (por ejemplo, Lehi, Lemuel, Ammon y Enos). Tvedtnes, Gee y Roper argumentan que hay una serie de nombres hebreos que se encuentran en el Libro de Mormón que no aparecen en la Biblia sino que aparecen en otras fuentes antiguas. Ejemplos de estos son Aha, Ammonihah, Chemish, Hagoth, Himni, Isabel, Jarom, Josh, Luram, Mathoni, Mathonihah, Muloki y Sam. Hugh Nibley también afirma que muchos nombres no bíblicos encontrados en el Libro de Mormón se parecen a palabras del hebreo antiguo (por ejemplo, Sariah, Jarom y Josh). Algunos nombres como Alma, are attested Hebrew names. Milton R. Hunter y Thomas Ferguson alegan que los fragmentos y las raíces hebraicas parecen discernibles en los nombres nefitas/mulekitas como Zarahemla. Estos nombres a menudo se interpretan como evidencia a favor del Libro de Mormón, ya que el conocimiento de Smith del hebreo se limita a los nombres que se encuentran en la Biblia.
Los críticos han señalado que muchos de los nombres en el Libro de Mormón que no están extraídos de la Biblia del Rey Jacobo se encuentran en el entorno local alrededor de Palmyra, Nueva York, y Smith los habría conocido. Richard Packham ha señalado que varios nombres bíblicos hebreos, incluyendo Aaron, Efraín, Éter y Levi están listados como jareditas en el Libro de Éter. Argumenta que estos son anacronismos, ya que se supone que los jareditas se originaron desde la época de la Torre de Babel, y presumiblemente no hablaban hebreo.

### Nombres mesoamericanos
El arqueólogo mormón Bruce W. Warren ha notado que algunos nombres jareditas pueden haberse convertido en parte de la cultura nefita posterior, lo que sugiere que puede haber sobrevivientes o refugiados de la gran batalla jaredita además de Coriantumr. Cita los nombres Kib, Kish, Shule y Com como ejemplos de nombres jareditas que son similares a los nombres encontrados en la antigua Mesoamérica.

### Nombres egipcios
John Gee, John A. Tvedtnes y Hugh Nibley argumentan que algunos nombres del Libro de Mormón parecen ser egipcios. Tvedtnes, Gee y Roper señalan que William F. Albright consideraba que los nombres Paanchi y Pahoran eran egipcios. En su libro Lehi in the Desert, Nibley compara los nombres encontrados en el Libro de Mormón con los nombres egipcios antiguos del Alto Egipto. Las comparaciones muestran que muchos nombres en el Libro de Mormón son similares a los nombres en una determinada región y época del antiguo Egipto. Nibley postula que los nombres no coinciden exactamente debido al proceso de metátesis. Los paralelos trazados por Nibley entre los nombres egipcios y los nombres del Libro de Mormón incluyen Paanchi y Pahorán, y además incluyen varios otros, incluidos Korihor (Kherihor, un sumo sacerdote en Tebas) y Morianton (Meriaton, un príncipe egipcio), y Ammón (Amón, el nombre más común en el antiguo Egipto).
Thomas Finley no estuvo de acuerdo con estas afirmaciones. Los críticos afirman que los paralelos trazados por Nibley y otros ignoran la posibilidad de una simple coincidencia y carecen de una metodología definida para evaluar la importancia de los paralelos. Tvetdnes y Roper respondieron señalando que hay demasiadas coincidencias para que dicha evaluación sea creíble.
Smith, en una carta escrita en 1843 a la publicación mormona Millennial Star, escribió que el nombre «Mormón» vino del «Mon egipcio, por lo tanto, con la adición de más, o la contracción, mor, tenemos la palabra Mormón, que significa, literalmente, 'más bien' (more good en inglés)». Benjamin Urrutia sugiere que el nombre Mormón se deriva del egipcio mor ('amor') y mon ('firmemente establecido'), haciendo que «Mormón» signifique 'el amor esté firmemente establecido'. Packham critica la interpretación de Smith, afirmando que la palabra inglesa more o mor está fuera de lugar en un nombre egipcio.

### Nombres griegos
Smith declaró en una carta al editor de Times and Seasons, «no había griego ni latín en las planchas de las cuales yo, por la gracia del Señor, traduje el Libro de Mormón». Brian D. Stubbs ha declarado que, aunque el lenguaje de los mulekitas no se menciona en el Libro de Mormón, podría haber sido fenicio, griego o árabe.
Richard Packham ha señalado que el Libro de Mormón contiene algunos nombres griegos y latinos, algunos de los cuales son helenizaciones de nombres hebreos (por ejemplo, Antipas, Archeantus, Esrom, Ezias, Judea y Zenos) y algunos de los cuales son griegos o latinos.

## Elección de palabras en la traducción
Varios expertos han examinado la mecánica del método mediante el cual se afirmó que el Libro de Mormón fue traducido para determinar cómo se eligieron las palabras. Existen varios relatos de testigos del proceso de traducción, incluidos David Whitmer y Martin Harris, dos de los Tres Testigos . Las declaraciones de los métodos exactos utilizados en la traducción varían según la cuenta. Varias de estas cuentas se escribieron muchos años después de que ocurrieron los eventos.

### Método de traducción
Las autoridades de la Iglesia SUD no afirman conocer el método exacto por el cual se realizó la traducción y la elección de palabras. En un discurso pronunciado en 1992 en un seminario para nuevos presidentes de misión en el Centro de Capacitación Misional, el apóstol de la iglesia Russell M. Nelson declaró que «los detalles de este método milagroso de traducción aún no se conocen completamente». Para ilustrar esto, Nelson citó las palabras de Whitmer, quien escribió sobre el uso de una piedra vidente en el proceso de traducción más de cincuenta años después de que ocurriera,

Joseph Smith se pondría la piedra vidente en un sombrero y se pondría la cara en el sombrero, acercándola a su rostro para excluir la luz; y en la oscuridad brillaría la luz espiritual. Aparecería una pieza de algo parecido al pergamino, y en eso apareció la escritura. Aparecería un personaje a la vez, y debajo estaba la interpretación en inglés. El hermano Joseph le leía el inglés a Oliver Cowdery, quien era su escriba principal, y cuando estaba escrito y repetido al hermano Joseph para ver si era correcto, entonces desaparecería y aparecería otro personaje con la interpretación. Así, el Libro de Mormón fue traducido por el don y el poder de Dios, y no por ningún poder del hombre.

Nelson también notó las declaraciones hechas por la esposa de Smith, Emma, quien le contó el método de traducción en 1856:

Cuando mi esposo estaba traduciendo el Libro de Mormón, escribí una parte de él, mientras dictaba cada oración, palabra por palabra, y cuando llegó a los nombres propios que no podía pronunciar, o palabras largas, las deletreó, y mientras Los estaba escribiendo, si cometía algún error al deletrear, él me detendría y corregiría mi ortografía, aunque era imposible para él ver cómo los estaba escribiendo en ese momento. Incluso la palabra Sarah no podía pronunciarla al principio, pero tenía que deletrearla, y yo la pronunciaría por él.

Martin Harris (según lo citado por Edward Stevenson en Deseret News en 1881) describió el proceso de traducción de la siguiente manera:

Con la ayuda de la piedra vidente, aparecerían oraciones y fueron leídas por el Profeta... [Cuando] terminaba [Smith] diría «Escrito», y si se escribía correctamente, esa oración desaparecería y aparecería otra en su lugar, pero si no se escribía correctamente, permanecería hasta que se corrigiera, de modo que la traducción fuera tal como estaba. estaba grabado en las placas, precisamente en el idioma que se usaba entonces.

### Sustitución de palabras
Un desafío al realizar un análisis lingüístico del Libro de Mormón es que no hay texto original disponible para el análisis; solo se encuentran disponibles copias manuscritas de impresoras transcritas de las copias manuscritas originales del texto original en inglés, y algunas páginas de la traducción original producida por Smith están disponibles. Como con cualquier traducción, la influencia del traductor es indisolublemente parte del texto traducido en materia de elección de palabras. Algunos eruditos mormones han teorizado que cuando se encuentran palabras en el Libro de Mormón que parecen anacrónicas, o que se refieren a elementos que no se sabe que existieron en las Américas precolombinas durante el período de tiempo cubierto por el Libro de Mormón (por ejemplo, caballo, elefante, pollo, ganado, cerdos, cebada, toro, ternero y empuñadura), estas palabras podrían ser una «aproximación en traducción» a cosas que hizo existir en la América precolombina.
Una crítica común de la autenticidad del Libro de Mormón es la creencia de que, si las explicaciones del proceso de traducción son precisas, entonces hay muy poco margen de error en las elecciones de palabras utilizadas en la traducción del Libro de Mormón (ya que cada se creía que la palabra estaba divinamente aprobada y no se podía escribir incorrectamente). En otras palabras, «acero» debe significar 'acero', «empuñadura» debe significar 'empuñadura', «elefante» debe significar 'elefante', y así sucesivamente. Sin embargo, como Whitmer nunca estuvo directamente involucrado en la traducción y Harris estuvo involucrado solo por un breve período de tiempo, los apologistas mormones consideran improbable que cualquiera de estas cuentas sea tan precisa como las cuentas de Smith y Cowdery.

### Gramática
Varios críticos han señalado errores gramaticales en el estilo inglés moderno temprano del Libro de Mormón y han argumentado que debido a que la EM original, la EM de la impresora y la primera edición del Libro de Mormón parecen haber contenido cientos de errores gramaticales, Por lo tanto, el libro fue fabricado por Smith y no de inspiración divina. Los ejemplos incluyen (se dan citas estándar):
- «Adán y Eva, que fueron nuestros primeros padres»[89]
- «Y esto hizo para poder someterlos a él»[90]
- «que ya no pelearon contra Dios»[91]
- «Recuerdas a los doce apóstoles del Cordero»[92]
- «y no he escrito sino una pequeña parte de las cosas que vi»[93]
- «por lo tanto, no miraron al Señor como debieron»[94]
- «y las palabras de Amulek que fueron declaradas al pueblo»[95]
- «Ahora el objetivo de estos abogados era obtener ganancias»[96]
- 2 Nefi 1:30-32, Lehi habla a Zoram: «Y ahora, Zoram, hablaré a usted: He aquí que tú eres el siervo de Labán... si os guardares los mandamientos del Señor, el Señor ha consagrado este tierra para la seguridad de tu simiente con la simiente de mi hijo.» Tú / tú son pronombres plurales y tú / tu son pronombres singulares, pero el texto cambia entre ellos.
- 2 Nefi 3:1, Lehi dice: «Y ahora te hablo a ti, José, mi último-nacido. Tú naciste en el desierto de mis aflicciones...» Usted se utiliza de forma incorrecta al dirigirse a un solo individuo.
- Mosíah 2:19-20, el rey Benjamín dice: «¡Oh, cómo se debe agradecer a su Rey celestial... sí! Que diereis todas las gracias y alabanza». Usted es la forma objeto del pronombre plural de la segunda persona; ye es la forma del sujeto, pero la forma del objeto se usa incorrectamente en la posición del sujeto aquí y también en docenas de otros lugares a lo largo del texto.

El apologista Stanford Carmack ha respondido a este problema proporcionando evidencia del uso del inglés moderno temprano de las formas anteriores: «muchas formas aparentemente defectuosas reflejan el uso de etapas anteriores del idioma inglés. La mayoría de ellas están claramente atestiguadas en el registro textual de EModE e incluso tarde en mí, algunos con frecuencia, algunos raramente... El lenguaje BofM es, en general, solo no estándar desde nuestro punto de vista, siglos después de la era isabelina, que parece ser el epicentro de la sintaxis del libro».
El apóstol de la IJSUD George A. Smith respondió a este problema: «[cuando] el Señor revela algo a los hombres, lo revela en un lenguaje acorde con el suyo. Si alguno de ustedes conversara con un ángel, y ustedes usaran un lenguaje estrictamente gramatical él haría lo mismo. Pero si usaras dos negativas en una oración, el mensajero celestial usaría el lenguaje para corresponder con tu comprensión, y esta misma objeción al Libro de Mormón es una evidencia a su favor.»

## Paralelomanía
Los críticos de los estudios lingüísticos del Libro de Mormón a menudo rechazan las afirmaciones de los estudiosos mormones sobre la base de que los paralelos que establecen entre el Libro de Mormón y otras fuentes equivalen a «paralelismo», que se define como el «uso excesivo o uso incorrecto de paralelos en la exposición de un texto».
Un investigador, Douglas F. Salmon, alegó que el trabajo de los eruditos mormones para establecer paralelismos entre el Libro de Mormón y otras fuentes se ajusta a esta clasificación. Notas de Salmon:

Ha habido una tendencia exegética durante las últimas décadas para establecer paralelos interminables con el texto del antiguo Cercano Oriente y más allá en un intento de validar los escritos en el Libro de Mormón y la Perla de Gran Precio. El pionero y líder en este esfuerzo ha sido el gran erudito SUD Hugh Nibley. En los últimos años, la Fundación para la Investigación Antigua y la FARMS ha continuado este legado. La cantidad de paralelos que Nibley ha podido descubrir de fuentes sorprendentemente dispares y arcanas es realmente asombrosa. Desafortunadamente, parece haber un descuido de cualquier reflexión metodológica o articulación en este esfuerzo.

Salmon también señala que Nibley fue un crítico de la paralelomanía, donde se usa para menospreciar al Libro de Mormón, a pesar de su extensa erudición sobre el tema en defensa del Libro de Mormón, señalando que Nibley «ignora» el hecho de que los paralelos pueden sugerir una unidad. de pensamiento religioso, o simple coincidencia. También continúa demostrando varios casos en los que Nibley tergiversó los paralelos y llegó a conclusiones con respecto a la importancia de sus ejemplos.
El análisis de Salmon de Nibley fue luego criticado en respuesta a su artículo de William Hamblin de FARMS. Entre otras cosas, Hamblin criticó a Salmon por criticar algunos paralelismos débilmente respaldados por Nibley, ignorando tanto paralelismos mucho más fuertemente respaldados por Nibley y «un análisis más amplio» de los argumentos de Nibley.